# I Am the Walrus
«I Am the Walrus» (укр. Я — Морж) — пісня The Beatles 1967 року, яку написав Джон Леннон, приписана авторському дуетові Леннон/Маккартні. Пісня увійшла до альбому «Magical Mystery Tour», а також прозвучала в однойменному телефільмі 1967 року.

## Історія створення
Леннон створив авангардистську пісню, об'єднавши три пісні, над якими він працював. Коли він дізнався, що викладач в його старій школі змушував школярів аналізувати лірику The Beatles, він додав строфу нісенітниці.
Морж має відношення до моржа з вірша Льюїса Керролла «Морж і Тесля» («The Walrus and the Carpenter») із книги «Аліса в Задзеркаллі».
Походження віршів шукають у трьох ідеях пісень, над якими працював Леннон. Уперше він був натхненний, слухаючи поліцейську сирену в його будинку в Вейбріджі. Леннон написав рядки «Mis-ter cit-y police-man» у ритмі сирени. Другою ідеєю була коротка рима про Леннона, який сидить у своєму саду, третьою — безглуздий вірш про сидіння на кукурудзяних пластівцях. Оскільки йому не вдалося закінчити ідеї як три різні пісні, він об'єднав їх в одну.
Леннон отримав листа від учня середньої школи Quarry Bank, який написав, що вчитель англійської мови змушував його клас аналізувати вірші The Beatles (Леннон написав відповідь, датовану 1 вересня 1967 року, яку згодом було продано з лондонського аукціону Крістіс в 1992 році). Леннона розважало те, що викладач приділяв так багато уваги розумінні лірики The Beatles, тому написав настільки заплутують вірш, наскільки міг. Зустрівши свого друга і колишнього члена The Quarrymen Пітера Шоттона, Леннон запитав про віршик, який вони співали дітьми на дитячому майданчику. Шоттон пригадав:
Yellow matter custard, green slop pie,

All mixed together with a dead dog's eye,

Slap it on a butty, ten foot thick,

Then wash it all down with a cup of cold sick.
Леннон запозичив кілька слів, додав три незакінчених ідеї, і результатом стала пісня «I Am the Walrus».
Леннон пояснив багато з пісні журналу Playboy в 1980 році:

- «Перший рядок було написано в один кислотний трип в один вікенд. Другий — в наступний кислотний трип в наступний вікенд, і це було продовжено після того, як я зустрів Йоко Оно. Частково в цьому замішана „Харе Крішна“. Всі ці люди багато говорили про „Харе Крішна“, Аллен Гінзберг зокрема. Згадка про „Elementary penguin“ є елементарним, наївним ставленням до продовження співу „Hare Krishna“ або приміщенню всієї нашої віри в будь-якого ідола. Я писав неясно, а-ля Боб Ділан у ті дні».
- «Тоді мені було неясно, що Люїс Керролл коментував капіталістичну і соціальну систему. Я не усвідомив і частки того, що він дійсно мав на увазі, як це роблять люди з роботами The Beatles. Пізніше я переглянув це і зрозумів, що морж був поганий хлопець в історії, а тесля був хороший хлопець. Я думав: „О, чорт, я вибрав неправильного хлопця“. Я повинен був сказати: „I am the carpenter“ („я — тесля“). Але це не було б те ж саме, чи не так? [Співає] „I am the carpenter…“».

Дехто вважав, що перший рядок «I am he as you are he as you are me and we are all together», є пародією на перший рядок народної пісні "Marching to Pretoria": «I'm with you and you're with me and we are all together».
Пісня також містить вигук «goo goo g'joob», причому «koo koo g'joob» ясно чути у другому куплеті. Існують різні гіпотези щодо походження та значення вигуку. Одна з версій, що фраза була отримана з подібного «koo koo ka choo» у пісні «Mrs. Robinson» групи Simon and Garfunkel, написаної в 1967 році. Проте фільм The Graduate, де «Mrs. Robinson» з'явилася вперше, вийшов у грудні 1967, місяцем після" I Am the Walrus", а саундтрек до The Graduate (який містив тільки фрагменти заключної версії" Mrs Robinson") з'явився тільки в січні 1968 року.
У «Поминках по Фіннегану» Джеймса Джойса містяться слова «googoo goosth» — нагорі сторінки 557 написано таке:
…like milk-juggles as if it was the wrake of the hapspurus or old Kong Gander O'Toole of the Mountains or his googoo goosth she seein, sliving off over the sawdust lobby out of the backroom, wan ter, that was everywans in turruns, in his honeymoon trim, holding up his fingerhals…
Незвичайний монолог, зміксований у кінці пісні — кілька рядків « Короля Ліра» Шекспіра (Акт IV, Сцена VI), які було додано до пісні, безпосередньо від радіо, що одержує радіопередачу п'єси на Бі-бі-сі, Home Service (або можливо третю програму Бі-бі-сі). Велика частина чутного діалогу, що поступово згасає — смертельна сцена героя Освальда (включаючи слова: «O несвоєчасна смерть! Смерть!»); Це — тільки одна додаткова частина в міській легенді про смерть Пола Маккартні.
Основна фонограма акомпанементу «I Am the Walrus» була випущена в 1996 році на Антології 2. Джордж Мартін аранжував і додав оркестровий супровід, який включав скрипки, віолончелі, ріжки, кларнет і 16-голосий хор. Пол Маккартні сказав, що Леннон дав інструкції Мартіну щодо того, як він бажав, щоб оркестровка була зіграна, включаючи спів більшості голосів. Велика група професійних студійних вокалістів, звані «The Mike Sammes Singers», також взяла участь у записі, по-різному виконуючи «Ho-ho-ho, hee-hee-hee, ha-ha-ha», «oompah, oompah, stick it up your jumper!», «got one, got one, everybody's got one» і створюючи ряд пронизливих кричущих шумів.
Оригінальний стереомікс звіту 1967 року має цікаву особливість: майже точно на другій хвилині пісні мікс змінюється зі звичайного стерео на «fake stereo», з більшістю басу на одному каналі і більшістю високих частот на іншому. Звук, здається, «блукає» зліва направо, поступово слабшаючи. Причина такої зміни в міксі в тому, що радіопередача була вставлена протягом моновідомості.

## Учасники запису
- Джон Леннон — вокал, електричне фортепіано, меллотрон, тамбурин
- Пол Маккартні — бас-гітара
- Джордж Гаррісон — електрогітара
- Рінго Старр — барабани
- Джордж Мартін — оркестрування, режисер і продюсер
- Сесійні музиканти — струнні, мідні і дерев'яні духові інструменти
- Mike Sammes Singers — бек-вокал
- Джеф Емерік — механік
- Зміксували Джеф Емерік і Джон Леннон

## Критика
Критики прийняли пісню позитивно:
- «Джон гарчить безглузді (а іноді такі, що наводять на роздуми) рядки, підтримані складним аранжуванням скрипок і віолончелей. Щоб вникнути в пісню, треба її спочатку кілька разів послухати». — Дерек Джонсон, NME, 18 листопада 1967 року.
- «У світі „Аліси в Країні чудес“ тепер і ви можете майже на власні очі уявити Джона, який сидить на безлюдному березі і співає „I am the Walrus“ для красивих караванів від горизонту під акомпанемент звуків The Beatles, подібний дверному дзвінку і комусь, хто розпилює дерев'яну дошку. Фантастична пісня, з якою ви повинні будете прожити деякий час, щоб повністю її оцінити». — Нік Логан, NME, 25 листопада 1967 року.

## Інтерпретація
Незважаючи на те, що Джон Леннон написав цю пісню як відповідь його alma mater, яка намагається шукати сенс у піснях The Beatles, «I Am the Walrus» часто інтерпретується публікою. Автор Ян Макдоналд інтерпретував пісню як приховану, сердиту заяву Леннона проти жорсткості і лицемірства англійського життя і культури в той час, особливо системи освіти, яка, як відчував Леннон, придушувала його власний творчий потенціал в юності.